# Белов, Анатолий Сергеевич
Анатолий Сергеевич Белов (28 мая 1938, Александровка, Спасский район — 9 июля 2021, Дружный, Нижегородская область) — передовик производства, бригадир слесарей. Герой Социалистического Труда (1971).

## Биография
Родился 28 мая 1938 года в крестьянской семье в селе Александровка Спасского района Приморского края. После начала Великой Отечественной войны вместе с семьёй переехал в село Михайловка Искитимского района Новосибирской области.
После окончания восьмилетней школы работал с 1954 года разнорабочим в колхозе «Верхнеконевский» Новосибирской области. В 1957 году был призван на срочную службу. После возвращения из армии прошёл обучение в Новосибирском строительном комбинате, после чего работал в Новосибирске слесарем вентиляционных установок.
По комсомольской путёвке переехал в Степногорск, где работал в Степногорском управлении строительства Целиноградской области. Окончил Целиноградский инженерно-строительный институт. В 1962 году вступил в КПСС.
Сделал профессиональную карьеру в Степногорском монтажно-строительном управлении № 29, где работал слесарем, потом бригадиром слесарей (с 1962), инженером, прорабом и начальником строительного участка.
Бригада Анатолия Белова ежегодно выполняла план на 150—160 %. За выдающиеся достижения в выполнении планов 8-й пятилетки (1966—1970) и досрочное выполнение плана по строительству гидрометаллургического завода Целинного горно-химического комбината был удостоен в 1971 году звания Героя Социалистического Труда.
В 2000 году переехал в посёлок Дружный Кстовского района Нижегородской области.

## Награды
- Герой Социалистического Труда — указ Президиума Верховного Совета СССР от 26 апреля 1971 года
- Орден Ленина (1971)
- Орден «Знак Почёта» (дважды — 1957, 1965)
- Медаль «За освоение целинных земель»
- Медаль «В ознаменование 100-летия со дня рождения Владимира Ильича Ленина»